# Tavio Amorin
Pour les articles homonymes, voir Tavio.
Tavio Ayao Tobias Amorin, plus connu comme Tavio Amorin, est un homme politique socialiste togolais né à Lomé le 20 novembre 1958 et mort assassiné à Lomé, Tokoin-Gbonvié le 29 juillet 1992 à 33 ans. Ami du capitaine Thomas Sankara, il dirige le Parti socialiste panafricain, dont l'idéologie a été influencée par des personnalités telles que Marcus Garvey, Kwame Nkrumah et Cheikh Anta Diop  dans les années 1990.

## Biographie

### Jeunesse et formation
Tavio Amorin naît le 20 novembre 1958 à Lomé, capitale du Togo.  Il est le fils de  Carlos Amorin et de Adolé Goeh-Akwé,. Il fait ses études primaires  à l'école catholique de Kokétimé de 1964 à 1970 puis poursuit ses études secondaires au collège Saint-Joseph de Lomé, où il obtient un bac scientifique en 1977. Il continue ses études en France et obtient un diplôme d'études universitaires générales (Deug) en sciences avant de passer à l'informatique. Il se spécialise dans les systèmes industriels à l'université d'Orsay. Il est stagiaire chez l'ancien constructeur aéronautique français Matra. Après avoir été consultant en organisation d'entreprise en France pendant quelques années, Amorin s'installe en Côte d'Ivoire avant de rentrer au Togo.

### Engagement politique
Opposant affirmé au régime dictatorial du président Gnassingbe Eyadema, c'est grâce à l'amnistie générale en 1991 qu'il revient au Togo pour prendre part à la vie politique du renouveau démocratique. Il se lance dans la bataille politique en créant le Parti socialiste panafricain (PSP) avec d'autres jeunes personnalités politiques, parmi lesquelles Jean-Claude Edoh Ayanou, Me Wakilou Maurice Gligli et Francis Agbagli.     
Il a été membre du Haut Conseil de la République, formé en 1991 en tant que législature de transition, et est finalement devenu président des affaires politiques et des droits de l'homme. Il a également été secrétaire permanent de la Coordination de l'opposition démocratique au Togo (CODII).     
Tavio se fait remarquer par son discours à la Conférence nationale souveraine (1991) durant lequel il dénonce la situation socio-politique au Togo.
Le jeune homme politique est très critique envers le pouvoir du président Gnassingbé Eyadéma, pouvoir jugé dictatorial par plusieurs organisations de défense des droits de l'homme,.     
Homme politique d’idéologie marxiste, Tavio est  peu considéré par ses devanciers en politique qui estiment qu'il n'est pas assez expérimenté pour la sphère politique togolaise. Il s'engage pour réparer les déséquilibres structurels et sociaux, notamment la pauvreté et l’inégalité des chances dans son pays.
Panafricaniste, il est également  favorable à la création des États unis d'Afrique, une vision prônée par l'écrivain-militant jamaïcain Marcus Garvey et soutenu par plusieurs leaders politiques du continent de l'époque dont le premier président du Ghana Kwame Nkrumah, chez qui Amorin puise son inspiration. 

## Assassinat
Le 23 juillet 1992, alors qu'il rend visite à un proche, Amorin est abattu par balle dans les rues du quartier Tokoin-Gbonvié à Lomé par deux hommes non identifiés soupçonnés d'être des agents des forces de sécurité.  
Grièvement atteint, il est d'abord transporté au centre hospitalier universitaire de Tokoin (CHU-Tokoin) à Lomé avant d'être évacué par avion à l’hôpital Saint-Antoine de Paris. Il meurt à Paris quelques jours plus tard, le 29 juillet 1992. Il avait 33 ans.  
Sur les lieux du crime, deux pièces d'identité appartenant à des agents de la police togolaise sont retrouvées ; aussi un pistolet mitrailleur de calibre 9 mm, un revolver Smith and Wesson 357 magnum, trois chargeurs de pistolet mitrailleur, des munitions, deux grenades, deux bouchons allumeurs et une paire de menottes selon le communiqué officiel du gouvernement. 
Il est inhumé le 20 août 1992 au cimetière de la plage à Lomé. Trente ans  après ce meurtre, malgré les indices laissés sur le lieu du crime par les agresseurs, ils n'ont jamais été retrouvés. Aucune suite n'est donnée à la plainte déposée par la famille endeuillée.